# Доренко Сергій Леонідович
Сергі́й Леоні́дович Доре́нко (18 жовтня 1959, Керч, Українська РСР, СРСР — 9 травня 2019, Москва, Російська Федерація) — радянський та російський теле-радіоведучий, журналіст, коментатор, продюсер, пропагандист. Відомий своїми критичними коментарями, а також опозицією до президента Росії Володимира Путіна. Був одним з небагатьох російських журналістів, які підтримали Помаранчеву революцію в Україні 2004 року, а після Революції гідності підтримував політику Путіна щодо України.

## Життєпис
Народився в Керчі Кримської області УРСР в родині військового льотчика Доренка Леоніда Пилиповича (1936—2014) та бібліотекарки Тетяни Іванівної Доренко (1937—2021). З батьківської сторони був запорізьким румуном (Дореску) й житомирським українцем (Житнюк); з материнської сторони - запорізьким козаком й баптистом (Зубець) та наддністрянським болгарином (Лозанов).
У дитинстві жив у багатьох містах СРСР, за місцем служби батька. Школу закінчив у Волгограді у 1977 р. У 1982 р закінчив філологічний факультет московського Університету дружби народів ім. Патриса Лумумби за спеціальністю іспанська і португальська мови. 1 березня 1980 р. одружився з однокурсницею Марією Федоренковою. В березні 1982 р. працював перекладачем у Мозамбіку. З 1984 по 1985 служив в Радянській Армії. У травні 1984 р. народилася дочка Катерина.
1 квітня 1985 р. почав працювати у Держтелерадіо СРСР, був коментатором інформаційної програми «120 хвилин», кореспондентом програми «Телевізійна служба новин». У 1985 р. народилася друга дочка, Ксенія. З 1991 р. почав працювати ведучим програми «Вєсті», через рік став політичним оглядачем та ведучим вечірніх програм новин. З 1993 р. — кореспондент іспаномовної редакції CNN в Москві. У 1994 р. ведучий програми «Подробиці» на телеканалі Росія, член редколегії каналу REN TV. З жовтня 1996 р. автор і ведучий програми «Час» на ОРТ, а з 5 вересня 1999 р. мав власне політичне шоу «Програма Сергія Доренка». В листопаді 1999 став заступником генерального директора ОРТ.
Під час аварії російського підводного човна «Курськ» виступив з критичним коментарем дій керівництва країни, зокрема президента Володимира Путіна, в результаті чого його програма була закрита 9 вересня 2000 року. З того часу працював незалежним журналістом, часом вів передачі на радіо «Ехо Москви». У вересні 2003 р. став членом Компартії РФ.
У 2004 році вів перемовини у Києві про співпрацю з керівництвом телеканалу "НТН".
В березні 2012 заявив про вихід з Компартії.
З 2014 року працював головним редактором радіостанції «Говорить Москва». До цього був радіоведучим і головним редактором станції «Російська служба новин».
Був включений Україною до санкційного списку за антиукраїнську ксенофобську позицію щодо війни на Сході України і окупації Криму РФ.

## Загибель
9 травня 2019 року, близько 18:48 за Московським часом внаслідок проблем із серцем не впорався з керуванням власного мотоциклу, потрапив у ДТП, був доставлений до лікарні, де помер від гострої серцевої недостатності.